# Raúl Anguiano
Raúl Anguiano (Guadalajara, 1915 — Mexico, 2006) est un muraliste et graveur mexicain.
Anguiano fait partie de la « deuxième génération » de muralistes mexicains qui ont poursuivi la tradition de Diego Rivera, José Clemente Orozco et David Alfaro Siqueiros tout en l'expérimentant. Anguiano est né au plus fort de la Révolution mexicaine, qui a inspiré une grande partie de ses peintures murales.
Il a étudié la peinture dans sa ville natale de Guadalajara avant de s'installer à Mexico pour commencer sa carrière. Sa première grande exposition a eu lieu au Palais des beaux-arts de Mexico, à l'âge de 20 ans. Ses œuvres comprennent plus de 100 expositions individuelles et collectives et 50 peintures murales, principalement au Mexique et aux États-Unis. Tout en poursuivant son art avec des aspects du mouvement muraliste mexicain, il a également expérimenté d'autres styles comme le cubisme, le surréalisme et l'expressionnisme, avec des thèmes tels que les clowns et les prostituées. Toutefois, sa peinture la plus célèbre est La espina, qui représente une femme maya s'extrayant une épine du pied à l'aide d'un couteau. Ses œuvres ultérieures s'attachent à dépeindre le Mexique avec des couleurs vives et une imagerie traditionnelle.

## Biographie

### Jeunesse et formation
José Raúl Anguiano Valadez naît à Guadalajara, au Mexique, le 26 février 1915, en pleine Révolution mexicaine,. Il est l'aîné de dix enfants, dont le père est cordonnier.
Il commence à dessiner à l'âge de cinq ans en utilisant des images de stars de cinéma et d'autres personnes célèbres comme modèles, notamment Mary Pickford, Pola Negri, Charlie Chaplin, Álvaro Obregón, Venustiano Carranza et le torero Rodolfo Gaona. Anguiano affirme que l'une de ses toutes premières influences artistiques est un tableau de la Sainte Famille de Raphaël,. À l'âge de 12 ans, il quitte son école pour fréquenter l'ancienne Escuela Libre de Pintura de Guadalajara,, où il apprend les techniques artistiques de base et s'intéresse à l'art préhispanique et à l'art populaire. Il quitte l'école en 1933 pour organiser un groupe de peintres appelé Jóvenes Pintores Jaliscienses (Jeunes peintres de Jalisco),,.
Au cours de ses études et au début de sa carrière, Anguiano travaille avec divers modèles tels que des ouvriers, des travailleurs et quelques personnes notables comme Pita Amor. En 1934, il s'installe à Mexico, où il rencontre les muralistes mexicains Diego Rivera et José Clemente Orozco et étudie leur travail. Il peint sa première peinture murale la même année alors qu'il est dans une école et rejoint la Liga de Escritores y Artistas Revolucionarios (es) (Ligue des écrivains et artistes révolutionnaires),,.

### Carrière
Sa première grande exposition a lieu en 1935, alors qu'il n'a que vingt ans. Il est alors le plus jeune peintre à participer à une exposition au Palais des beaux-arts de Mexico, avec Máximo Pacheco, sur les thèmes de l'industrie, des usines, des fonderies et du mouvement ouvrier. Par la suite, il exposé individuellement et collectivement plus d'une centaine de fois dans des musées, des galeries et autres institutions dans des pays comme Cuba, le Chili, la Colombie, le Brésil, les États-Unis, la France, l'Italie, l'ancienne Union soviétique, Israël, l'Allemagne et le Japon,. Parmi ses expositions avant sa mort, on peut citer une rétrospective à Los Angeles dans le cadre du Festival olympique des arts de 1984 ; la présentation d'une série de quatre lithographies en couleur, qui s'est tenue au Hall des arts graphiques SAGA 88, de 1989 à 1990, à Paris ; et la rétrospective de l'œuvre graphique d'Anguiano (1938-1940) qui s'est tenue au José Guadalupe Posada de Mexico en 1990,. Ses créations font partie des collections permanentes du musée d'Art moderne de San Francisco, de la Smithsonian American Art Museum à Washington, D.C., le Museum of Modern Art de New York, les musées royaux d'Art et d'Histoire de Bruxelles, ainsi que d'autres musées de Mexico, Pékin ou du Vatican.
En 1936, alors qu'il n'a que vingt et un ans, il est chargé de peindre sa première peinture murale intitulée La educación socialista (L'éducation socialiste), une œuvre de soixante-dix mètres de large à l'école Carlos A. Carrillo de Mexico,. Au cours de sa carrière, il peint une cinquantaine de peintures murales, principalement au Mexique et aux États-Unis, mais on trouve également des peintures murales en Jamaïque et au Vatican, qui abrite sa peinture murale La Crucifixión,.

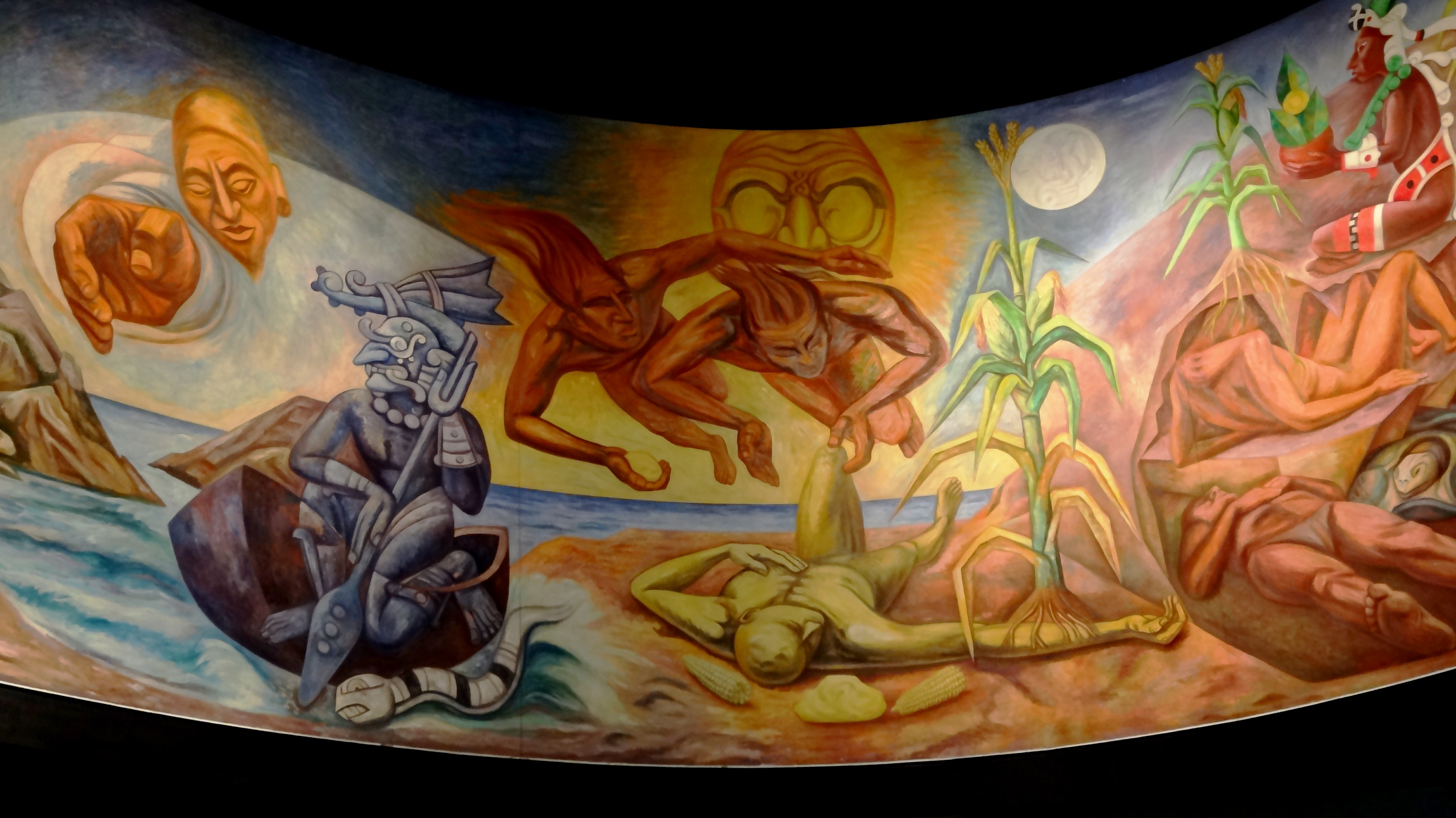
Creación del hombre maya (1964, Musée national d'Anthropologie de Mexico).

Parmi ses peintures murales les plus connues, citons Rituales Mayas pour le Musée national d'anthropologie de Mexico et Trilogía de Nacionalidad pour la Procuraduría General de la República (du ministère de la Justice). Parmi ses autres peintures murales au Mexique, citons celles au Secrétariat à l'Éducation publique du Mexique et à la Chambre nationale de commerce, toutes situées à Mexico, ainsi que des peintures murales dans les États de Jalisco et de Guanajuato,. La plupart des peintures murales américaines sont situées en Californie, comme The Mayas : Magic, Science and the History of the Maya, au Bowers Museum (en) de Santa Ana (1999) et sa dernière et plus grande (environ 21 × 4 m) peinture murale, au East Los Angeles College (en). Il s'agit d'une œuvre autobiographique qui dépeint l'histoire de l'art mexicain du XXe siècle et représente ses collègues muralistes Rivera, Orozco et David Siqueiros,.
Depuis qu'il s'est installé à Mexico en 1934 et jusqu'à sa mort, Raúl Anguiano officie également comme professeur d'art. Il commence par enseigner dans les écoles primaires, mais fait l'essentiel de sa carrière dans le milieu universitaire, notamment à la Escuela de Artes Plásticas de l'Université nationale autonome du Mexique, à l'académie La Esmeralda (es), dont il participe à la fondation, et à l'Universidad Autónoma de la Ciudad de México (es). Son premier poste d'enseignement aux États-Unis tourne court en 1941, et il a accepté d'enseigner à nouveau l'école primaire bien plus tard : au cours de l'été 2000 au Santa Ana Unified School District (en),.
Anguiano illustrz plusieurs livres ainsi qu'une cinquantaine de catalogues de ses œuvres. Il donne des conférences au Mexique, aux États-Unis et en Europe,. Lors d'une expédition sur le site archéologique de Bonampak, il dessine des figures sur les peintures murales, qu'il utilise ensuite pour écrire un livre sur cette expérience intitulé Expedicion a Bonampak, publié pour la première fois en 1959,.
Sa carrière artistique est également liée à un certain nombre d'organisations qu'il a rejointes ou créées. En 1937, il adhère à la Liga de Escritores y Artistas Revolucionarios. Il est l'un des fondateurs, avec Leopoldo Méndez, Alfredo Zalce et Pablo O'Higgins, du Taller de Gráfica Popular, un collectif d'artistes graveurs qui produit des gravures et des lithographies sur des thèmes politiques, en solidarité avec les ouvriers et les paysans,,. Il est l'un des fondateurs de l'Institut national des Beaux-Arts de Bonampak et du Salón de la Plástica Mexicana (es),,.

### Dernières années
Au cours de la longue carrière d'Anguiano, soit près de huit décennies, son studio principal se trouve à Coyoacán, à Mexico, mais il possède une résidence secondaire à Huntington Beach, en Californie,. Vers la fin de sa vie, il lègue la plupart de ses œuvres transportables à la ville de Mexico et à un musée portant son nom à Guadalajara,.
En 2000, il reçoit le Premio Nacional de Ciencias y Artes.
Raúl Anguiano meurt à l'hôpital Central Militar de Mexico le 13 janvier 2006, après avoir été victime de problèmes cardiaques lors d'un séjour à Los Angeles,. Il est enterré dans la crypte familiale au Panteón Jardín (es).
Au moment de sa mort, les tableaux d'Anguiano se vendaient à plus de 100 000 $. Il est l'un des premiers artistes, avec Siqueiros, à profiter du programme du Secrétariat aux Finances et au Crédit public du Mexique qui permet aux artistes de payer leurs impôts avec des œuvres d'art. Au cours de sa vie, il fait don d'œuvres à des organisations caritatives telles que la Croix-Rouge, l'UNICEF, le Rotary Club, des hôpitaux, etc..
Parmi ses prix et reconnaissances, citons l'insigne José Clemente Orozco de l'État de Jalisco en 1956 ; la médaille d'or au Salon Panamericano de Arte de Porto Alegre, au Brésil ; l'adhésion à l'Académie des arts de Mexico depuis 1982 et le titre de créateur émérite du Système national des créateurs d'art en 1993,.

## Œuvre

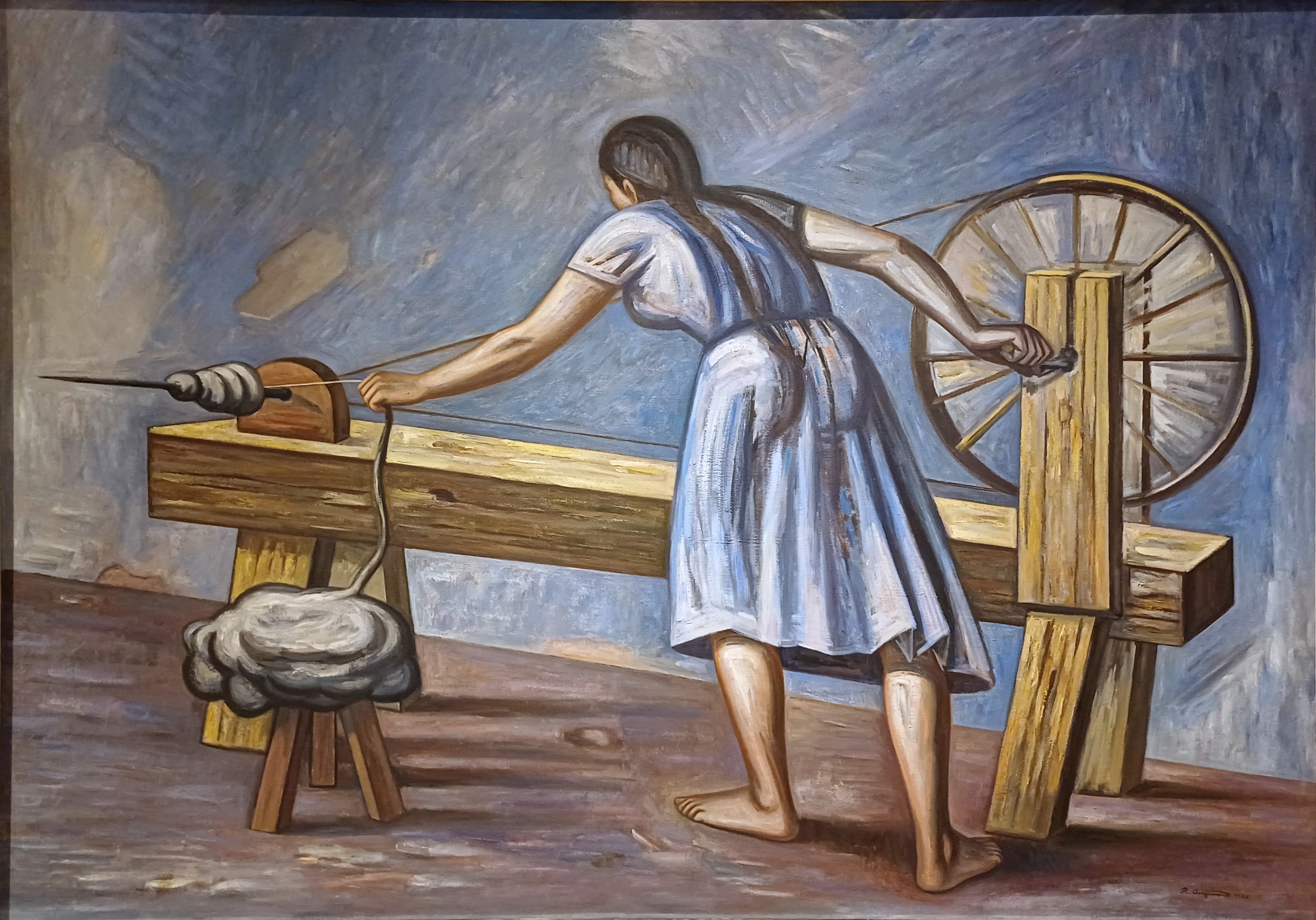
Hilandera (1959), musée Soumaya.

Raúl Anguiano est un artiste important du XXe siècle, connu internationalement pour ses peintures à l'huile représentant les peuples indigènes du Mexique,. Outre les huiles, il a produit des gravures, des dessins au crayon et à l'encre, des lithographies, des illustrations, des sculptures et des céramiques.
Il est considéré comme faisant partie du mouvement du muralisme mexicain, bien que plus jeune que les trois figures les plus importantes (Rivera, Orozco et Siqueiros) et il a été l'un des derniers à travailler avec Diego Rivera,. Il s'inscrit dans la continuité de leur tradition, appelée la « deuxième génération » avec Juan O'Gorman, Jorge González Camarena, José Chávez Morado, Alfredo Zalce, Jesús Guerrero Galván (es) et Julio Castellanos (es). Ils ont défié le statu quo politique et expérimenté le muralisme tout en conservant certains canons artistiques traditionnels,,. Il a déclaré : « Mes formes d'expression sont basées sur le réalisme, mais pas sur le réalisme naturaliste ».
La plupart des œuvres d'Anguiano se concentrent sur le Mexique indigène et rural, ses festivals, son histoire, ses traditions et sa religion, qui définissaient pour lui le Mexique,. Le nu féminin est un thème récurrent dans son œuvre artistique, tout comme les paysages qui illustrent ses voyages. L'œuvre murale d'Anguiano est principalement inspirée par la Révolution mexicaine et les efforts des personnes liées à Álvaro Obregón par la suite. Ses huiles et autres œuvres ont pour thèmes des ruines préhispaniques, notamment des stèles mayas, des paysages et la vie et les coutumes de la jungle lacandone (es). Des œuvres telles que La Espina, Lacandonas asando monos zarahuatos et Nákin de perfil, dépeignent les indigènes comme des personnes contemporaines, plutôt qu'historiques. Il a également dépeint les problèmes auxquels ils sont confrontés, tels que la destruction de l'environnement,. Son travail est reconnu pour avoir contribué à éduquer de nombreuses personnes sur la vie rurale au Mexique ainsi que sur la discrimination à l'encontre des indigènes. Il a déclaré que dans son travail, il « cherchait à entrevoir l'âme du peuple mexicain ». Son chef-d'œuvre est considéré comme La Espina, qui a été utilisé pendant de nombreuses années pour illustrer les manuels scolaires publics. Elle représente une femme maya lacandone assise et creusant une colonne vertébrale dans son pied à l'aide d'un couteau,. L'œuvre s'est vendue 156 000 $ lors de la vente aux enchères latino-américaine de Christie's à New York le 25 mai 2004.
Bien que fermement membre du mouvement du muralisme mexicain, Anguiano a expérimenté un certain nombre de styles artistiques au cours de sa carrière, ses influences les plus importantes étant Picasso et José Clemente Orozco. Les premières œuvres d'Anguiano s'apparentent au cubisme, avec une nette influence de Picasso. Il a connu une importante période surréaliste de 1936 à environ 1946, recréant les images de ses rêves et ses inquiétudes quant aux événements de son époque. Parmi les œuvres de cette période figurent La Llamada del Instanto, Caín, Volviendo a la Tierra et El Sueño Marino, dont les thèmes portent notamment sur les artistes de cirque et les prostituées. C'est également à cette époque qu'Anguiano réalise une série de dessins inspirés de ses rêves, où prédominent les tons froids et les gris argentés,. Dans les années 1940, il peint surtout des œuvres réalistes, se concentrant sur le portrait de femmes indigènes mayas, après avoir visité la jungle Lacandon au Chiapas. De 1957 à 1966, il peint des œuvres expressionnistes. De 1952 à 1969, il se concentre sur le cinéma et revient au réalisme en 1970. À partir de ce moment-là, ses œuvres présentent une imagerie figurative traditionnelle avec des couleurs vives et des références claires au Mexique. En plus de son travail remarquable sur le Mexique, un aspect important de son travail est la création de portraits. Parmi ses portraits notables figurent ceux d'Alfa Henestrosa, de María Asunsolo, de Pita Amor, de sa femme Brigita Anguiano, de La Abuela, de Cabeza de Viejo et de La Muchacha del Abrigo Verde. Il a également réalisé les portraits de nombreux héros mexicains pour les manuels scolaires des écoles publiques. Il a également créé des lithographies basées sur des dictons populaires.

## Musée Raúl Anguiano
Il existe au Mexique deux musées consacrés à l'œuvre d'Anguiano, à Mexico et à Guadalajara, mais ce dernier est le plus important. Le musée Raúl Anguiano est inauguré en 2003 pour offrir un espace permettant de conserver et exposer plus d'une centaine d'œuvres que l'artiste a données à l'État avant sa mort. Le musée a pour mission de rechercher et de promouvoir les valeurs esthétiques liées à l'œuvre d'Anguiano. Il dispose de trois salles d'exposition sur deux étages, d'une salle polyvalente et d'une salle pour enfants appelée Niño Anguiano (Enfant Anguiano). Il y a également des ateliers, des zones d'étude, une zone de patio avec des sculptures et douze peintures murales de divers artistes dans différentes zones du musée,.